# 동태후 (후한)
동태후(董太后, ? ~ 189년)는 후한 영제의 어머니이다. 비록 황후였었던 적은 없지만, 효인황후(孝仁皇后) 또는 영락황후(永樂太后)로 알려지기도 한다. 후한 환제의 5촌 조카이다.

## 생애

### 초기
그녀는 해독정후(解瀆亭侯) 유장(劉萇)의 아내였다. 비록 남편이 귀족이기는 했지만, 호화로운 생활을 할 정도는 아니었던 것으로 보인다. 156년에 유굉(劉宏)을 낳았다. 유굉 말고 다른 아이가 있었는지는 확실하지 않다. 168년에는 이미 유장은 죽었으며, 아들 유굉이 해독정후를 이어받고 있었다.

### 황태후 시절
168년 1월 25일에 환제가 (이유는 알려지지 않았지만) 세상을 떠났는데, 후사가 없었다. 환제의 황후인 환사황후 두씨가 아버지인 두무(竇武)와 함께 유굉을 환제의 후계자로 지목했다. 168년에 12살의 유굉이 황제(영제)가 되었고, 두씨는 두태후(竇太后)가 되었다. 영제는 할아버지 유숙(劉淑)을 효원황(孝元皇)으로, 그 부인 하씨(夏氏)를 효원황후(孝元皇后)로 추존했다. 아버지 유장을 효인황(孝仁皇)으로 추존하고, 그의 묘도 신릉(慎陵)이라 이름지었으며 어머니인 동씨를 진원귀인(慎園貴人)에 봉했다.
168년 9월에는 중상시 조절이 태부 진번, 대장군 두무, 상서렁 윤훈(尹勳), 시중 유유(劉瑜), 둔기교위(屯騎校尉) 풍술(馮述)를 죽였다. 이렇게 두무가 환관들을 몰아내려다가 오히려 환관들에게 죽음을 당하고 가족들이 유배당하자 그 다음해인 169년 영제는 어머니를 궁궐로 불러들이고, 외삼촌인 동총(董寵)도 서울로 불러들였다. 동씨는 입궁후 효인황후(孝仁皇后)라 불리게 되었고, 남궁(南宮)인 가덕전(嘉德殿)에 살았는데, 그곳이 영락궁(永樂宮)이라고도 불리었으므로, 사서에 따라서는 동씨를 영락태후(永樂太后)라고 부르기도 한다. 동총은 집금오(執金吾)가 되었는데, 170년에 죽었다.
영제는 두태후(환사황후) 또한 태후로써 모셨으나 얼마 지나지 않아 두태후가 죽자 동태후는 태후로서의 위치가 견고해졌고 점점 영향력을 행사하기 시작했다.
동태후는 아들 영제에게 매관매직을 크게 장려했는데 이것은 한나라에 큰 해를 입히게 되었다.
181년에 영제의 둘째아들 유협(劉協)이 왕미인에 의해 태어나자, 영제의 황후 하황후가 왕미인을 독살해 죽였다. 동태후는 유협을 직접 길렀으며, 그로 인해 유협은 동후(董侯)라고 불리었다.
188년에는 조카 동중(董重)을 표기장군(驃騎將軍)으로 만들고, 천여명을 거느리게 하였다.
동태후는 유변보다는 유협을 더 좋아해서 영제에게 황태자 자리를 유변에서 유협으로 바꾸라고 말하였고, 이것 때문에 유변의 어머니인 하황후 사이에 큰 갈등이 발생했다.

### 태황태후 시절
189년 4월경에 아들 영제가 후계자를 지목하지 않고 죽었다. 영제가 신임하던 환관인 건석은 유협을 황제로 만들려고 하였으나 하황후와 그의 오빠인 대장군 하진(何進)은 유변을 황제로 옹립했다. 태후가 된 하씨와 하진은 영향력을 행사하기 시작했다. 태황태후가 된 동태후는 조카인 동중과 함께 궁궐내에서 작은 세력을 만들고, 하태후와 갈등하기 시작하였다. 어느날은 하태후와 말싸움을 하게 되었고, 동태후는 동중으로 하여금 하진을 죽이겠다고 으름장을 놓았다.
하진은 이말을 듣고 한발 먼저 나서서, 하태후로 하여금 시어머니기도 한 태황태후를 원래 살던 영지로 유배시키고 그리고 군대를 이끌고 동중의 진영을 포위하였다. 동중은 자살하였으며, 곧이어서 태황태후도 죽었다. 태황태후는 자살했다고도 하며, 어떤 사람들은 두려움 때문에 죽었다고도 말한다.
그 후 10월 경에 동탁(동태후와 성은 같지만 아무런 관련이 없다)이 유변을 폐하고 유협을 황제로 옹립해, 유협을 황제로 즉위시키고자 했던 태황태후의 소원은 이루어졌다. 그러나 유협은 동탁, 왕윤 등으로 인해 평생 황제로서의 실권을 손에 쥐지 못했다.

## 기타
- 배송지에 따르면, 동승은 동태후의 조카, 동귀인은 동태후의 종손녀라고 한다.

## 같이 보기
- 삼국지 인물 목록

## 참고 문헌
- 《후한서》